# Jesus ben Ananias
Jesus ben Ananias (Geschrieben in Neu-Hebräisch als ישוע בן חנניה Jeschua Ben Hananiah) war ein jüdischer Prophet vom Land, der im Jahr 62 n. Chr. während des Laubhüttenfestes in Jerusalem auftrat und dort immer wieder die baldige Zerstörung des Jerusalemer Tempels prophezeite.
Seine Weherufe über Stadt, Tempel und Volk bezogen sich offenbar auf den biblischen Propheten Jeremia, der etwa in Jer 26  um 597 v. Chr. die Zerstörung des ersten Tempels vorhersagte, die 586 v. Chr. eintrat. Jesus ben Ananias wurde deswegen vom höchsten jüdischen Religionsgericht, dem Sanhedrin, festgenommen, verhört und an den römischen Prokurator Lucceius Albinus ausgeliefert. Dieser ließ ihn blutig geißeln und dann laufen. Nach Beginn der jüdischen Erhebung soll er im Jahr 68 durch ein römisches Katapultgeschoss den Tod gefunden haben. Von diesem aus seiner Sicht ungebildeten Bauern berichtet der jüdische Historiker Flavius Josephus in seinem Hauptwerk Geschichte des jüdischen Krieges (VI 5,3), nachdem die Römer Jerusalem mitsamt dem Tempel 70 n. Chr. im jüdischen Krieg tatsächlich zerstört hatten.
Der Ablauf von öffentlicher Tempelkritik in Jerusalem, Festnahme und Verhör durch den Sanhedrin und Auslieferung an den römischen Statthalter weist starke Parallelen zu den Passionsberichten des Neuen Testaments über Jesus von Nazaret auf. Anders als dieser war Jesus ben Ananias jedoch ein bis dahin unbekannter Einzelgänger, der keine Anhänger um sich scharte und den Tempelkult nicht reformieren wollte. Er wurde wohl deshalb vom Sanhedrin nicht zum Tod verurteilt und nicht vom römischen Statthalter hingerichtet. Er bestätigt aber die Kontinuität der prophetischen Tradition im Judentum parallel zum werdenden Christentum und unabhängig von ihm. Dies belegt für manche NT-Historiker wie Otto Betz die Glaubwürdigkeit der jesuanischen Weissagung von der Tempelzerstörung (Mk 13,2 ), die sich ebenfalls auf Jeremias analoge Prophezeiung bezog.
Zugleich stärkt der Fall des Jesus ben Ananias die von jüdischen Historikern wie Paul Winter vertretene Ansicht, dass der von Sadduzäern dominierte Sanhedrin unter dem damals von Römern ein- und abgesetzten Hohepriestern wie zur Zeit Jesu von Nazarets keine Todesurteile fällen durfte und keine Zwangsmittel anwenden konnte, sondern nur die öffentliche Ordnung mit aufrechterhielt und insofern nur ausführendes Organ der römischen Besatzungsmacht war. Ein Zusammenspiel mit den Römern war gleichwohl auch in diesem Fall gegeben.
Jesus ben Ananias ist möglicherweise identisch mit Abba Joseph ben Chanin, der im Talmud erwähnt wird und danach ebenfalls kurz vor der Zerstörung des Tempels als prophetischer Kritiker der Priester auftrat.

## Einzelbelege
1. ↑  Paul Winter: On the Trial of Jesus, 1961.
2. ↑  Heinrich Graetz: Geschichte der Juden, Von den ältesten Zeiten bis auf die Gegenwart

| Personendaten    | Personendaten                              |
| ---------------- | ------------------------------------------ |
| NAME             | Jesus ben Ananias                          |
| KURZBESCHREIBUNG | jüdischer Prophet                          |
| GEBURTSDATUM     | 1. Jahrhundert v. Chr. oder 1. Jahrhundert |
| STERBEDATUM      | 1. Jahrhundert                             |